# 佩爾狄卡斯
佩爾狄卡斯，又譯帕迪卡斯（希臘語：Περδίκας；？—前320年）是亞歷山大大帝麾下主要將領，七位近身護衛官之一，亦跟隨亞歷山大從事遠征，成為大帝重要的左右手之一。在前323年在亞歷山大臨死前把象徵王權的戒指給他，使他成為新國王腓力三世和亞歷山大四世的帝國攝政，是亞歷山大繼業者之一。當佩爾狄卡斯掌權不久，原先亞歷山大大帝的將領們開始策划奪取權位，佩爾狄卡斯是第一位試圖保持帝國完整的繼業者，但他與公主克麗奧佩脫拉的婚約導致被其他將領們懷疑他想自立為王，終使他與其他馬其頓重要領導人安提帕特、克拉特魯斯、埃及的托勒密交戰。
作為帝國攝政，佩爾狄卡斯親自率兵討伐劫持亞歷山大大帝靈車的托勒密，在入侵埃及時遭到軍隊嘩變，被殺。

## 出身
根據古羅馬歷史學家阿里安的記載，佩爾狄卡斯出身上馬其頓奧勒提斯（Orestis）當地的貴族，父親名為奧龍特斯（Orontes）。佩爾狄卡斯可能具有阿吉德王室血統，可能是遠親，古羅馬歷史學家庫爾蒂烏斯提到他與列昂納托斯都是王族出身。關於他的出生年份不清楚，但在亞歷山大大帝軍事生涯初期，佩爾狄卡斯就已相當活躍，多相信他年齡與亞歷山大接近但略年長一點。另外他已知有一個弟弟阿爾塞塔斯和一個姊妹阿塔蘭特（Atalante）。

## 亞歷山大麾下

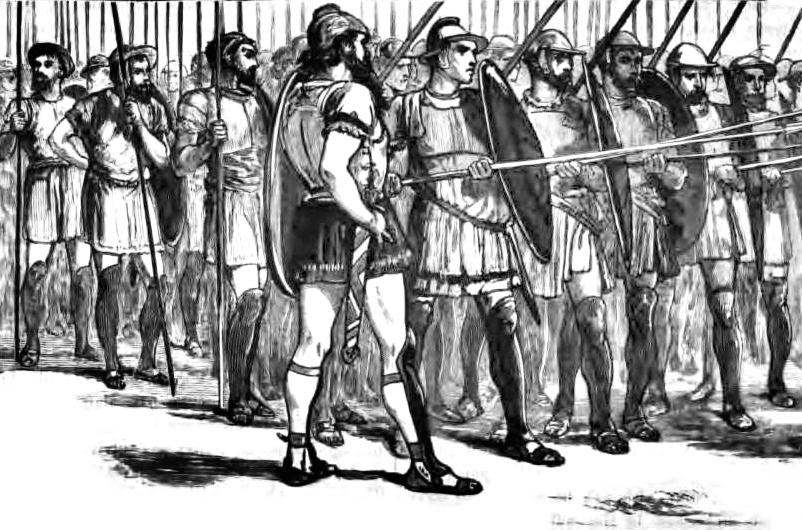
佩爾狄卡斯從亞歷山大即位初期就就帶領步兵夥友中的奧勒提斯兼林塞斯蒂斯旅作戰，直到印度戰役前。

佩爾狄卡斯在歷史上首次登場是在腓力二世刺殺時，當時他與列昂納托斯皆是腓力二世的近身侍衛，是最先追逐兇手保薩尼亞斯並手刃他的人之一。在亞歷山大大帝即位後，因為佩爾狄卡斯這份功績以及他優異的軍事能力，使他晉升為馬其頓步兵方陣旅（taxis）的指揮官，率領家鄉奧勒提斯旅和家鄉隔壁地區的林塞斯蒂斯（Lyncestis）旅，並隨後參與了亞歷山大大帝於巴爾幹的征戰行動。在底比斯戰役中，佩爾狄卡斯和他的方陣步兵旅首先攻入底比斯城中，他英勇奮戰直到身受重傷才不得不從戰場上退下，此戰使他立下傑出大功。
佩爾狄卡斯和亞歷山大相當親近，正當亞歷山大準備東征時刻，為了安頓人心把很多財物和資產賞給夥友，幾乎把王室資產都散光了。佩爾狄卡斯婉拒了亞歷山大賞賜，並表示要與國王同甘共苦。之後亞歷山大率大軍渡海來到亞洲遠征波斯時，佩爾狄卡斯和他的方陣步兵旅是六個方陣步兵旅的其中之一，他和他的部下們參與各種大小戰役，包含著名的格拉尼庫斯河戰役、伊蘇斯戰役和高加米拉戰役。在小亞細亞的哈利卡那索斯圍城戰時佩爾狄卡斯和他的方陣步兵旅再一次成為焦點，他的士兵們發動了一次突襲，最後從纏鬥演變成全軍總攻擊，儘管這一次並沒有攻下城市。但也因為一連串戰功使亞歷山大對他的能力欣賞有加，當亞歷山大在泰爾圍城戰時暫時離開戰場時，讓克拉特魯斯和他一同暫管全軍統帥權。在前331年高加米拉戰後，他已經晉升為七位近身護衛官其中之一了，顯示亞歷山大對他的信任。

### 王的左右手
晉升為近身護衛官後佩爾狄卡斯仍保留他方陣步兵旅指揮官的職位，並參與索格底亞那的掃蕩。直至前329年他被晉升為夥友騎兵騎兵團（hipparch）指揮官其中之一，輔佐夥友騎兵司令赫費斯提翁，原有方陣步兵旅指揮官的職位交給他的弟弟阿爾塞塔斯。隨後進軍印度河時，亞歷山大讓赫費斯提翁和他統領一半的軍隊分頭進軍，爾後帶領他的騎兵團於希達斯皮斯河戰役中參戰。之後佩爾狄卡斯時常擔任重要職位或重要腳色，如桑加拉戰役時擔任全軍左翼指揮官，如亞歷山大大帝於進攻馬利亞人的要塞時中了一箭受了重傷，據說是佩爾狄卡斯在急救中拿刀切開傷口取出箭頭的。
前324年，他在蘇薩集體婚禮中與米底亞總督波斯人阿特羅巴特斯的女兒成親。同年當亞歷山大的夥友騎兵司令兼輔政大臣（Chiliarch）赫費斯提翁忽然逝世時，佩爾狄卡斯接替他成為亞歷山大的左右手。之所以亞歷山大會選擇佩爾狄卡斯為赫費斯提翁的接班，無疑是他也同樣了解亞歷山大的政策和理念，同時也是赫費斯提翁之後亞歷山大最親近的夥友。作為王的左右手儘管時間不長，但無疑亞歷山大臨死之前所計畫的阿拉伯遠征，他是主要參與的規劃者。前323年，亞歷山大突然病危，在臨死之前他已經無法言語，在臨終前把象徵王權的印戒給了佩爾狄卡斯。

## 巴比倫會議和整肅
亞歷山大的驟逝，對馬其頓人和整個帝國來說都是措手不及，尤其是處於巴比倫王軍中的馬其頓各將領來說，他們必須舉行會議決議誰是這個龐大的帝國的繼承人，亞歷山大大帝並沒有留下一個合法的王子，儘管他的王后羅克珊娜已經懷有身孕，但直至出生之時孩子的性別不明。因此，佩爾狄卡斯主張王位人選待王后生產後視遺腹子性別後再決定，然而馬其頓步兵，反對亞洲血統的王子繼承王位，這些馬其頓步兵原本就討厭亞歷山大大帝的東方民族融合政策，他們嫌惡亞洲出身的王后羅克珊娜的血統，同樣也反對亞歷山大與東方的情婦巴耳馨所生的私生子海格力士繼承王位。會議陷入僵局，七位近身護衛官其中之一的阿瑞斯托諾斯提議讓佩爾狄卡斯接下王位，因為是亞歷山大把戒指給了他，這時許多人也贊成這個提議並慫恿他前去接下王位，但佩爾狄卡斯猶豫了不敢上前接下。另一位近身護衛官托勒密甚至主張廢除君主制改行共和制。因為會議遲遲無法決定人選，與會人員開始爭吵起來。
混亂中有人提議擁立腓力二世之子阿里達烏斯為王，以步兵方陣旅指揮官墨勒阿革洛斯為首的步兵派軍官，立即贊成這個提議，他們丟下佩爾狄卡斯和其他將領就離開會場，帶領著馬其頓步兵們直接舉行大典，擅自把阿里達烏斯擁立為王，是為腓力三世。佩爾狄卡斯和其他將領等人對於腓力三世登基非常不滿，畢竟腓力三世智能不足，儘管先前會議意見各不同，但在現況的壓力下其他將領和騎兵派軍官開始團結在佩爾狄卡斯領導下。隨後，墨勒阿革洛斯帶人準備武力強奪佩爾狄卡斯等人所守護的亞歷山大遺體，並威脅佩爾狄卡斯把遺體交出來，佩爾狄卡斯人數實在太劣勢不得不照辦，之後佩爾狄卡斯他們與其他騎兵派軍官暗自離開巴比倫城，開始動員馬其頓騎兵和城外的亞洲附屬部隊封鎖整個城市，騎兵和步兵兩派內戰一觸即發。

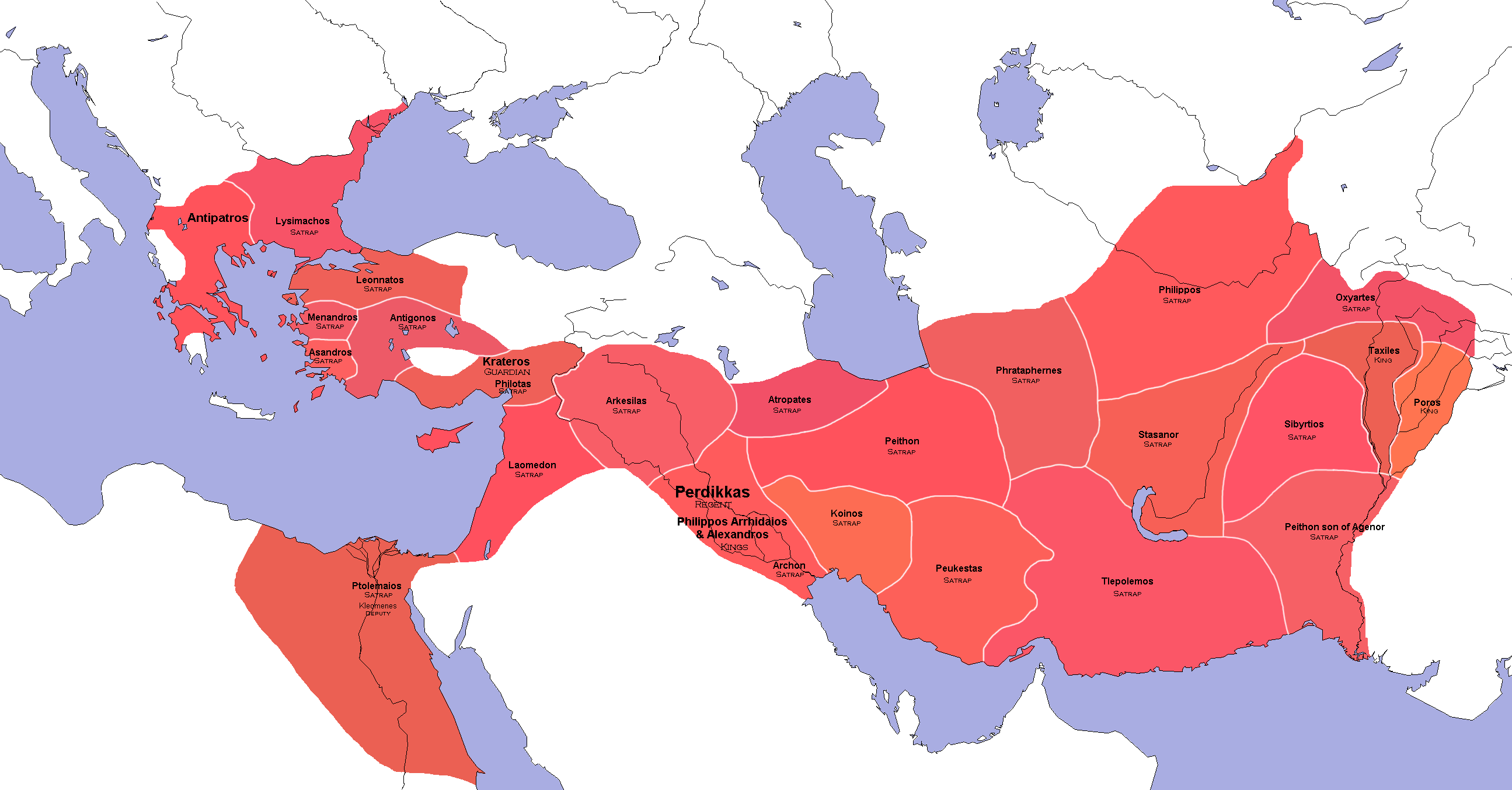
巴比倫分封協議，各總督分配圖

這場爭議最後在歐邁尼斯周旋下雙方妥協，腓力三世的王位繼承受到確立，且如果羅克珊娜未出世的孩子如果是男性的話也將會被擁立為王，帝國攝政則是克拉特魯斯，但此時克拉特魯斯人不在巴比倫。佩爾狄卡斯向墨勒阿革洛斯妥協的緣由無疑是讓腓力三世脫離墨勒阿革洛斯的掌握，而確實此舉讓墨勒阿革洛斯放鬆了戒心。佩爾狄卡斯掌握了機會控制了腓力三世後，發布全軍要進行閱兵的假消息，實際上卻是要進行整肅，在他的誘導下，腓力三世當場宣布先前步兵派軍官的行為，是屬於叛亂行為，這讓墨勒阿革洛斯措手不及，墨勒阿革洛斯和其他300名步兵派軍官被殺。於是帝國中央掌控在以佩爾狄卡斯為首的騎兵派軍官們手上，隨後舉行了另一場會議，即巴比倫分封協議。

## 帝國攝政
巴比倫分封協議中，佩爾狄卡斯成為腓力三世和羅克珊娜之子亞歷山大四世的帝國攝政，安提帕特和克拉特魯斯為歐洲統帥，其他主要將領則分封到外地成為總督，王軍、國王、帝國中央皆為佩爾狄卡斯掌控。在分封協議中歐邁尼斯將被封到尚未納入帝國領土的小亞細亞卡帕多細亞，佩爾狄卡斯並命赫勒斯滂總督列昂納托斯和弗里吉亞總督安提柯為歐邁尼斯打下他的總督領地。然而，隨著亞歷山大大帝逝世的消息傳開，在西邊，希臘本土的希臘城邦們以雅典為首再度發動叛亂，爆發拉米亞戰爭，並把安提帕特和他的軍隊圍於拉米亞城，在東方，原本巴克特里亞定居的希臘傭兵們不適應東方生活也發動叛亂返家，在重整政權後佩爾狄卡斯須面對這些問題。於是佩爾狄卡斯讓米底亞總督培松率軍統領其他東方總督處理希臘傭兵叛亂，讓克拉特魯斯增援安提帕特。
前323年冬，原先受命征討卡帕多細亞的列昂納托斯並沒有聽從佩爾狄卡斯的命令，擅自率軍增援安提帕特，於是佩爾狄卡斯決定在前322年親自率領王軍征討卡帕多細亞的阿里阿拉特一世，這場軍事行動相當成功，在兩場戰役中擊敗阿里阿拉特一世，並把他俘虜、處死，卡帕多細亞被納入帝國之中。隔年前321年，佩爾狄卡斯轉戰皮西迪亞，再度成功征服他們。
大約在同個時刻，在得知腓力三世於巴比倫被舉為國王後，留在馬其頓本土的公主庫娜涅決定帶著女兒歐律狄刻出發到巴比倫，準備要讓歐律狄刻嫁給腓力三世，使自己的女兒成為王后。這個舉動，讓佩爾狄卡斯擔心墨勒阿革洛斯的事件重演，佩爾狄卡斯命弟弟阿爾塞塔斯率軍在小亞細亞截斷她們的去路，處死了庫娜涅。然而，處死王室成員的這個舉動引起馬其頓士兵的強烈不滿，佩爾狄卡斯無可奈何只好讓腓力三世和歐律狄刻結婚。

## 第一次繼業者戰爭
佩爾狄卡斯原與安提帕特的女兒妮卡亞訂了婚，但亞歷山大大帝母后奧林匹亞絲答應將亞歷山大大帝的妹妹克麗奧佩脫拉嫁給他，歐邁尼斯也建議如此，於是他解除婚約改與克麗奧佩脫拉訂婚，這事讓安提帕特非常不悅。之後，在皮西迪亞過冬期間，佩爾狄卡斯決定在這裡處理先前不聽命令弗里吉亞總督安提柯的問題，他命安提柯前來會見國王詳述有關抗命事情，但安提柯擔心自身安全丟下職位逃到安提帕特和克拉特魯斯那裡去了。
隨著安提柯來到安提帕特的宮廷，他向安提帕特和克拉特魯斯控訴佩爾狄卡斯有意謀取王位，並以克麗奧佩脫拉婚約、殺害庫娜涅、帶領亞歷山大靈車返回馬其頓的計畫等最近的事件為佐證，成功說服安提帕特和克拉特魯斯，使安提帕特與埃托利亞人停戰，開始籌備東征事務。不久，埃及總督托勒密率軍劫持了亞歷山大靈車，本來靈車從巴比倫經敘利亞往馬其頓前進，托勒密趁著靈車駛至敘利亞時劫持，並把它運往埃及。這事對佩爾狄卡斯來說可是大逆不道，加上托勒密與安提帕特同盟的姿態明顯化，佩爾狄卡斯於是召開軍事會議討論即將來到的內戰。會中決定，佩爾狄卡斯親自帶領國王們和王軍討伐反亂的總督托勒密，並取回靈車。小亞細亞方面則由佩爾狄卡斯最忠心的支持者歐邁尼斯負責抵禦安提帕特和克拉特魯斯的進攻。

### 征討埃及與刺殺

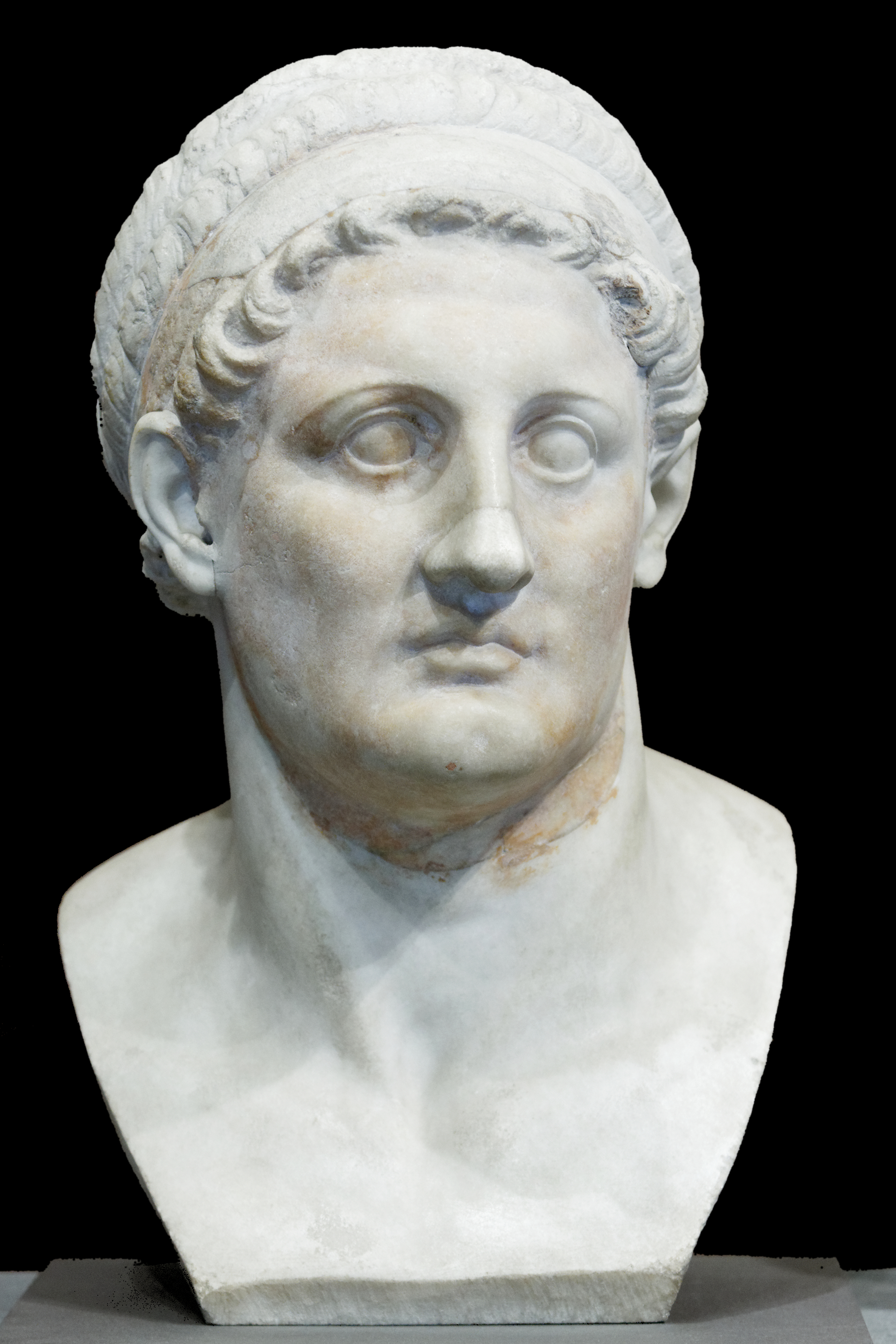
托勒密一世的雕像，作為佩爾狄卡斯老戰友，他相當了解佩爾狄卡斯的戰術，並成功守住自己的埃及領地，日後他建立埃及托勒密王朝。

前320年繼業者戰爭爆發，佩爾狄卡斯率領王軍南下準備入侵埃及，他的軍隊除了數量遠超過托勒密所屬以外，在素質的方面也遠超過對手，他的王軍核心是從亞歷山大東征起以來就百戰百勝的馬其頓銳卒，其中更有安提貞尼斯所帶領的銀盾兵在內，除此之外他的軍隊還有戰象可嚇唬敵人。然而，托勒密亦是軍事經驗豐富的將領，儘管他的軍隊組成多是希臘傭兵，但他打從就任總督起就可能開始準備埃及的防禦工事，當佩爾狄卡斯進佔尼羅河三角洲最東部的軍事重鎮培琉喜阿姆時，發現托勒密沿著尼羅河渡河點修築許多要塞，並佈滿守兵，使他無法輕易渡過尼羅河。
佩爾狄卡斯此時龐大的軍隊反而成為他的負擔，進軍受阻使軍隊的補給工作越趨困難，而托勒密為人寬容仁慈，相比下佩爾狄卡斯的性格自大且嚴厲，逐漸驅使佩爾狄卡斯的王軍士兵出現逃兵。佩爾狄卡斯計畫朝一遠處渡河點發動奇襲，他趁夜率領全軍快速進軍，並在黎明開始渡河向對岸的要塞發動攻勢，爆發駱駝堡戰役。但熟知老戰友的托勒密準確預測佩爾狄卡斯的策略，親自率領援軍在王軍來到前就搶先進駐要塞駐守。在激戰下，無疑佩爾狄卡斯的突襲失敗了，損失不少士兵和戰象後佩爾狄卡斯被迫撤軍，此戰中托勒密英勇的戰姿不僅鼓動他的軍隊，也使佩爾狄卡斯的王軍士兵大為欣賞。
戰敗後佩爾狄卡斯不氣餒，決定趁著托勒密軍初獲勝利有可能大意之時再發動第二次奇襲，這次目標是更遠處的托勒密的大本營孟菲斯，但這次在孟菲斯對面渡河時，遭到激流影響，加上托勒密所率的援軍再一次及時趕到，渡河被迫中斷，一些士兵還成為尼羅河鱷魚的獵物，2,000士兵犧牲了。而托勒密為了收取人心，把戰死的佩爾狄卡斯軍士兵骨灰交還給佩爾狄卡斯，使王軍士兵軍心越倒往托勒密，許多馬其頓士兵開始怨怒佩爾狄卡斯帶領他們吃敗戰，這是亞歷山大大帝時期不曾有過的。因為進軍失利、補給困難而士氣低下，又因佩爾狄卡斯的嚴厲懲處所激怒，佩爾狄卡斯的部隊遂發生嘩變，其中很可能有托勒密在後唆使。以培松為首王軍的將領、其中包含安提貞尼斯及塞琉古在內，他們在夜裡闖入了佩爾狄卡斯的帳篷，刺殺了他。
兩天後，歐邁尼斯在小亞細亞擊殺叛軍領袖克拉特魯斯的捷報傳到王軍陣營，那些參與嘩變的馬其頓人大吃一驚，古羅馬歷史學家西西里的狄奧多羅斯認為，若歐邁尼斯在小亞細亞勝利的捷報能早兩天傳來，那時佩爾狄卡斯就不會被殺了。因為這無疑對佩爾狄卡斯陣營是場大勝利，先前在埃及的失利全部都會被這個捷報彌補過來。

## 註腳
1. ↑  Austin, M.M. . Cambridge University Press. 1981. ISBN 978-0-521-29666-3.
2. ↑  庫爾蒂烏斯, 《Historiae Alexandri Magni》, 7.8 （页面存档备份，存于）
3. ↑  狄奧多羅斯 17.12
4. ↑  普魯塔克, 《希臘羅馬名人傳:亞歷山大》 第1209頁。
5. ↑  狄奧多羅斯 17.25
6. ↑  阿利安, 《亞歷山大遠征記》4.23
7. ↑  阿利安, 《亞歷山大遠征記》6.9
8. ↑  Waldemar Heckel ,2012, 第130頁
9. ↑  阿利安, 《亞歷山大遠征記》6.11
10. ↑  阿利安, 《亞歷山大遠征記》7.4
11. ↑  Waldemar Heckel ,2012, 第131頁
12. ↑  庫爾蒂烏斯 《Historiae Alexandri Magni》, 5.4
13. ↑  A. B. Bosworth ,2005, 第38頁
14. ↑  庫爾蒂烏斯 《Historiae Alexandri Magni》, 6.16
15. ↑  Edward Anson ,2004, 第53頁
16. ↑  Edward Anson ,2014, 第16頁
17. ↑  庫爾蒂烏斯 《Historiae Alexandri Magni》, 7.1
18. ↑  Edward Anson ,2014, 第19頁
19. ↑  庫爾蒂烏斯 《Historiae Alexandri Magni》, 7.17
20. ↑  Edward Anson ,2004, 第57頁
21. ↑  Richard ,1997, 第55頁
22. ↑  普魯塔克, 《希臘羅馬名人傳:歐邁尼斯》 第1049頁。
23. ↑  Richard ,1997, 第59頁
24. ↑  狄奧多羅斯 18.23
25. ↑  Walter ,2010, 第35頁
26. ↑  Walter ,2010, 第36頁
27. ↑  John ,2008, 第97頁
28. ↑  Walter ,2010, 第37頁
29. ↑  狄奧多羅斯 18.37